# アンタレス A-ONE
アンタレス A-ONE (Antares A-ONE) はオービタル・サイエンシズ社のアンタレスロケットの初飛行であり、シグナス重量シミュレータを積載して2013年4月21日に打ち上げられた。射点はワロップス島の中部大西洋地域宇宙基地（MARS）の0A射点であった。ペイロードはシグナス宇宙船の重量を模擬したものであり、近地点高度240km、遠地点高度260km、軌道傾斜角 51.6°の軌道に投入された。
また、Spaceflight Industriesが委託を受けたCubeSat 4基がダミーペイロードから放出された。
この打ち上げは、ここに至るまでのさまざまな取り組みと共にNASAの商業軌道輸送サービスプログラムにおいて大きなマイルストーンとなった。

## ペイロード
主要なペイロードは直径2.9メートル（114インチ）、高さ5.0メートル（199.25インチ）で重量3,800キログラム（8,400ポンド）のシグナス重量シミュレータ（Cygnus Mass Simulator、CMS)であった。22個の加速度計と2個のマイクロフォン、12個のディジタル温度計、24個の熱電対、12個の歪みゲージが取り付けられていた。
さらに、CMSから放出される4機のCubeSatが搭載されていた。そのうち3台はNASAのエイムズ研究センターが製作した1Uサイズ（10cm角の立方体）の PhoneSat であり、電話の発明者にちなんでそれぞれアレクサンダー、グラハム、ベルと名付けられていた。この衛星はスマートフォンをCubeSatのアビオニクスとして利用する技術実証が目的であり、いずれも重量1.124キログラム（2.48ポンド）でリチウム電池で駆動されていた。もう1機は Cosmogia Inc. が製作した3Uサイズ（10cm×10cm×34cm）の地表画像取得実験機 Dove-1 で、高度制御に地球の磁場を利用していた。

### ミッション・タイムライン
- T-002：第一段エンジン点火
- T+000：リフトオフ
- T+228：第一段エンジンカットオフ
- T+233：第一段エンジン分離
- T+317：ペイロードフェアリング分離
- T+326：第二段エンジン点火
- T+481：第二段エンジンカットオフ
- T+601： シグナス重量シミュレータを分離[5]

## 画像

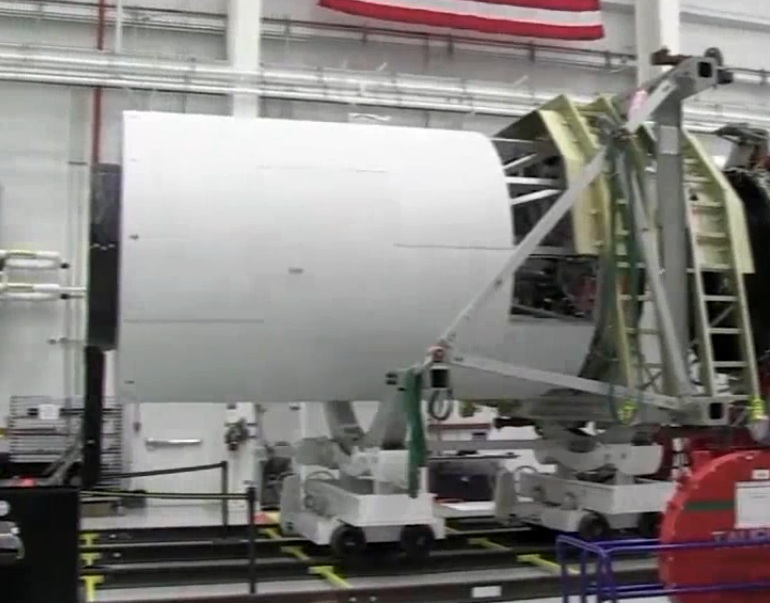
シグナス重量シミュレータ
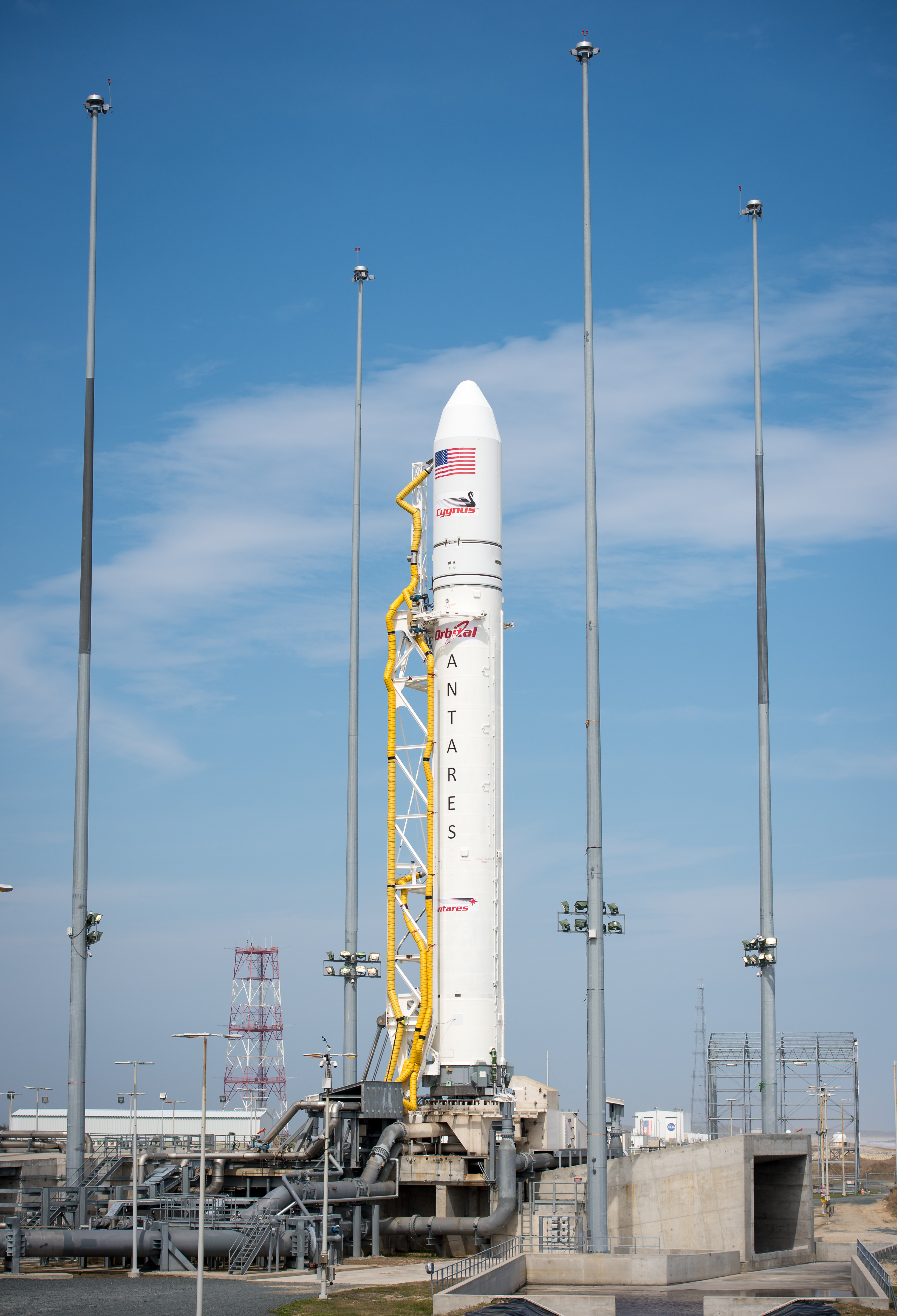
射点に到着したアンタレスロケット（2013年4月19日）
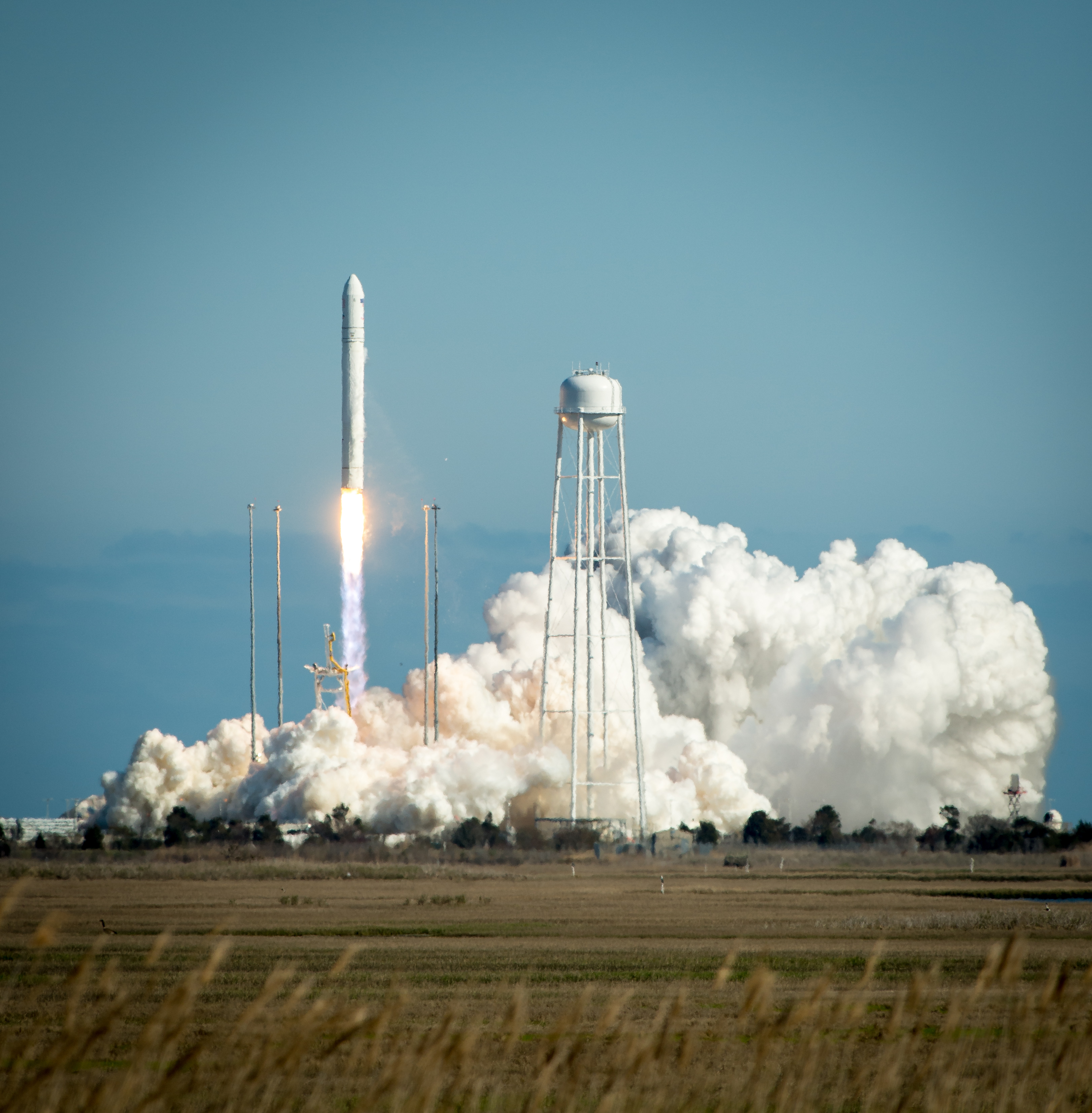
アンタレスロケットの打ち上げ（2013年4月21日）
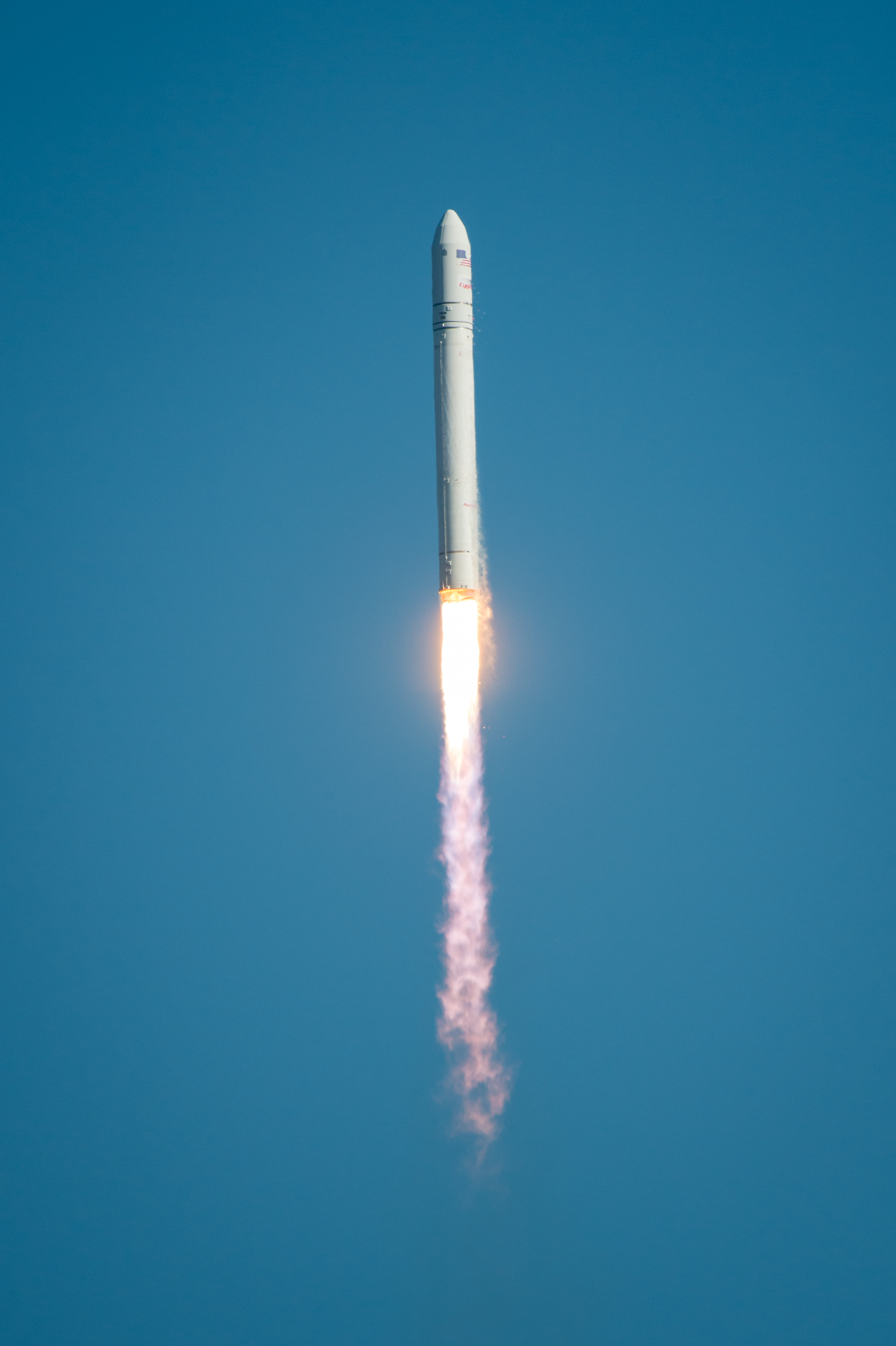
青空の中を上昇するアンタレスロケット（2013年4月21日）